# Johann Joseph Nietner
Johann Joseph Nietner (getauft am 29. Dezember 1726 in Berlin, Neue Kirche am Lindenmarkt (heute Gendarmenmarkt); † 13. September 1803 in Pankow)  war ein preußischer Hofgärtner, der im schlesischen Sagan und in Niederschönhausen wirkte. Er gilt als Begründer der Gärtnerdynastie Nietner.

## Leben und Wirken
Johann Joseph Nietner, der Sohn des Berliner Maurers Johann Christian Nietner und der Louisa Rosina, geborene Zäwernick, ließ sich zum Gärtner ausbilden. Seine Lehrzeit absolvierte er von 1743 bis 1746 bei dem Planteur Johann Justus Sello im Berliner Tiergarten. Anschließend ging er auf Wanderschaft, auf der er schließlich nach Neuwied in die Dienste des Reichsgrafen Johann Friedrich Alexander zu Wied-Neuwied gelangte. Seinen dortigen Aufenthalt vom 1. Oktober 1748 bis zum 30. November 1750 bescheinigt ihm Hofgärtner Friedrich Bahck in der sogenannten Kundschaft, die heute im Hofgärtnermuseum des Schlosses Glienicke aufbewahrt wird. An den Aufenthalt in Neuwied schloss sich bis 1754 eine weitere Gehilfentätigkeit in Niederschönhausen an, wo die Gemahlin Friedrichs II., Elisabeth Christine, in den Sommermonaten das Schloss Schönhausen bewohnte.
Am 13. Oktober 1755 heiratete Nietner Anna Catharina Sello, eine der Zwillingstöchter seines ehemaligen Lehrherrn. Noch im selben Jahr zog das Paar in das schlesische Sagan. Dort übernahm er beim Fürsten Ferdinand Philipp von Lobkowitz das Amt des Hofgärtners. 1769 berief ihn Elisabeth Christine auf die Hofgärtnerstelle nach Niederschönhausen, die er bis zu seiner Pensionierung 1795 ausübte. 
Von seinen neun Kindern ergriffen zwei Söhne den Beruf des Gärtners. Der 1756 geborene Christian Wilhelm wurde sein Nachfolger in Niederschönhausen und der 1766 geborene Carl Friedrich übernahm die Hofgärtnerstelle in Caputh und anschließend am Neuen Palais im Potsdamer Park Sanssouci.